# پاناسونیک لومیکس دی‌ام‌سی-اف‌زد۲۰
پاناسونیک لومیکس دی‌ام‌سی-اف‌زد۲۰ (به انگلیسی: Panasonic Lumix DMC-FZ20) یک دوربین عکاسی ساخت شرکت پاناسونیک است.